# Heggen (Meschede)
 Heggen ist ein Stadtteil von Meschede im nordrhein-westfälischen Hochsauerlandkreis. Das kleine Dorf liegt etwa 4  Kilometer südöstlich von Meschede. Nachbarortschaften sind Beringhausen und Löttmaringhausen. In dem Ort an der Kleinen Henne wohnen 41 Einwohner. An das Dorf grenzt direkt das Landschaftsschutzgebiet Talflanken der Kleinen Henne und Landschaftsschutzgebiet Unteres Hennetalsystem.

## Geschichte
Die Hubertus-Kapelle in Heggen wurde am 17. September 1645 eingeweiht. Seit der kommunalen Neugliederung am 1. Januar 1975 ist Heggen, das bis dahin zur Gemeinde Meschede-Land gehörte, ein Stadtteil der erweiterten Stadt Meschede.